# Josip Kobal
Josip Kobal, slovenski pesnik in pisatelj, * 8. marec 1870, Ponikve, † 23. julij 1888, Ponikve.
Kobal je gimnazijo obiskoval v Gorici, a se je kot sedmošolec moral zaradi bolezni vrniti domov. Oglasil se je kot pesnik (psevdonim S. Radovanov) 1887 v Slovanu in objavil v mariborski Ljudski knjižnici 1888 povest V Dragi (psevdonim J. Zgodnjik); po smrti je izšlo nekaj njegovih pesmi v Soči (2. nov. 1888), precej gradiva pa je ostalo v rokopisu.